# Charlotte Lachs
Charlotte Sophie Lachs, född 21 maj 1867 i Lindesberg i Västmanland, död 13 januari 1920 i Saint Louis i Missouri, var en svensk-amerikansk sångerska av bayersk härkomst. Hon var verksam i Europa och USA, med repertoar omfattande bland annat Johannes Brahms, Hermann Berens och Carl Czerny.

## Biografi
Lachs var dotter till den bayerske bryggmästaren Friedrichs Lachs och Fredrika (född Lorentzon). Hon var syster till Alice Brauner och Charles Lachs. Hon studerade vid Kungliga musikkonservatoriet i München. Bland hennes lärare ingick Bernhard Fexer, Hugo Beyer och professor Hans Hasselbeck. Hon sades besitta ”en ganska stark, hög och vacker sopranstämma med icke obetydligt omfång”.
Efter en konsert år 1894 i Tammany Hall i New York rapporterade Aftonbladet vid från Nordstjernan att hon där ”skördade därvid lifligt bifall”: ”Ännu kan gamla Sverige sända näktergalar ut i verlden, sångfoglar hvars mjukhet och friskhet i toner söka sin like”.
Lachs var också aktiv som sångpedagog och var lärarinna åt bland andra Fanny zu Reventlow. Lachs kom att permanent emigrera till USA, där hon gifte sig med Frederic Lillebridge, professor vid New York College of Music. Hon ledde sångavdelningarna vid musikfakulteterna vid Conservatory of Music of Mount Allison University, Belmont University, Minnesota State University och Texas Woman's College, som senare samgick med Texas Wesleyan University.